# Diopsiulus calvus
Diopsiulus calvus är en mångfotingart som först beskrevs av Cook 1895.  Diopsiulus calvus ingår i släktet Diopsiulus och familjen Stemmiulidae. Inga underarter finns listade i Catalogue of Life.